# Castellazzo Bormida
Castellazzo Bormida est une commune italienne de la province d'Alexandrie dans le Piémont en Italie.

## Administration
| Période                                  | Période  | Identité            | Étiquette | Qualité |
| ---------------------------------------- | -------- | ------------------- | --------- | ------- |
| juin 2004                                | mai 2008 | Domenico Ravetti    |           | Maire   |
| mai 2014                                 | En cours | Gianfranco Ferraris |           | Maire   |
| Les données manquantes sont à compléter. |          |                     |           |         |

### Hameaux
Fontanasse

### Communes limitrophes
Alexandrie, Borgoratto Alessandrino, Casal Cermelli, Castelspina, Frascaro, Frugarolo, Gamalero, Oviglio, Predosa

## Personnalités
- Saint Grégoire Grassi (1833-1900), évêque martyr missionnaire en Chine.
- Saint Hugues Canefro (1148-1233),  chevalier de l'Ordre de Saint-Jean de Jérusalem et chapelain de la commanderie de San Giovanni di Pré de Gênes[2].
- Paul de la Croix.

### Naissance
- Stefano Angeleri
- Girolamo Prigione

## Articles liés
- Abbaye Santissima Trinità da Lungi
- Congrégation de la Passion de Jésus-Christ

## Galerie de photos

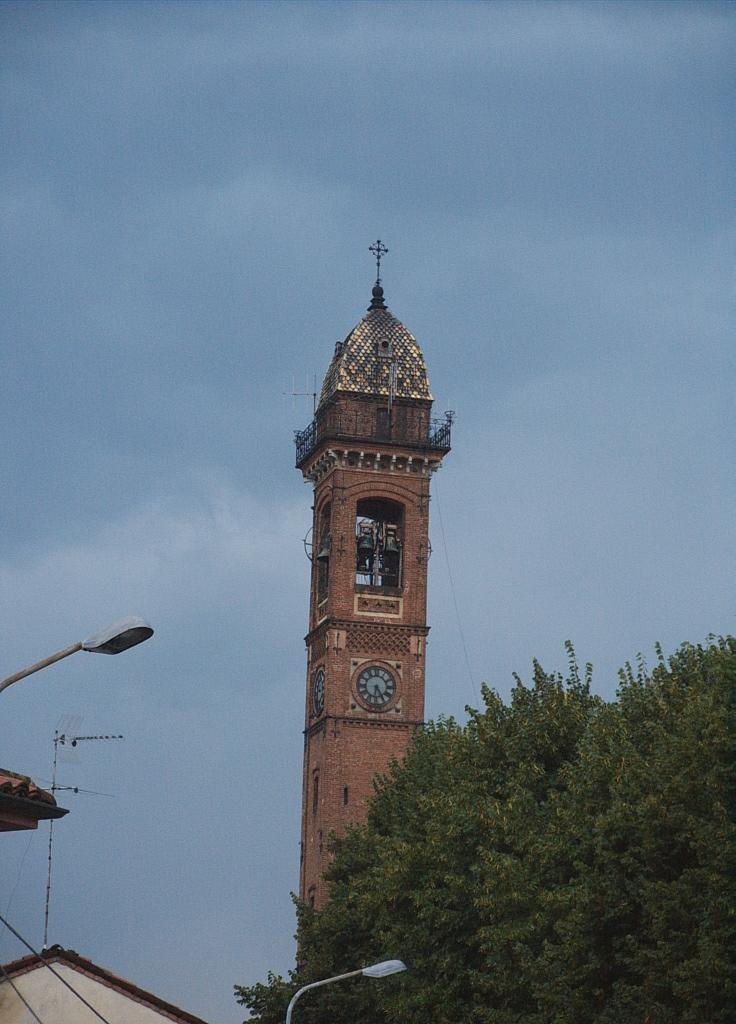
Clocher de l'église paroissiale des Saints Charle et Anne
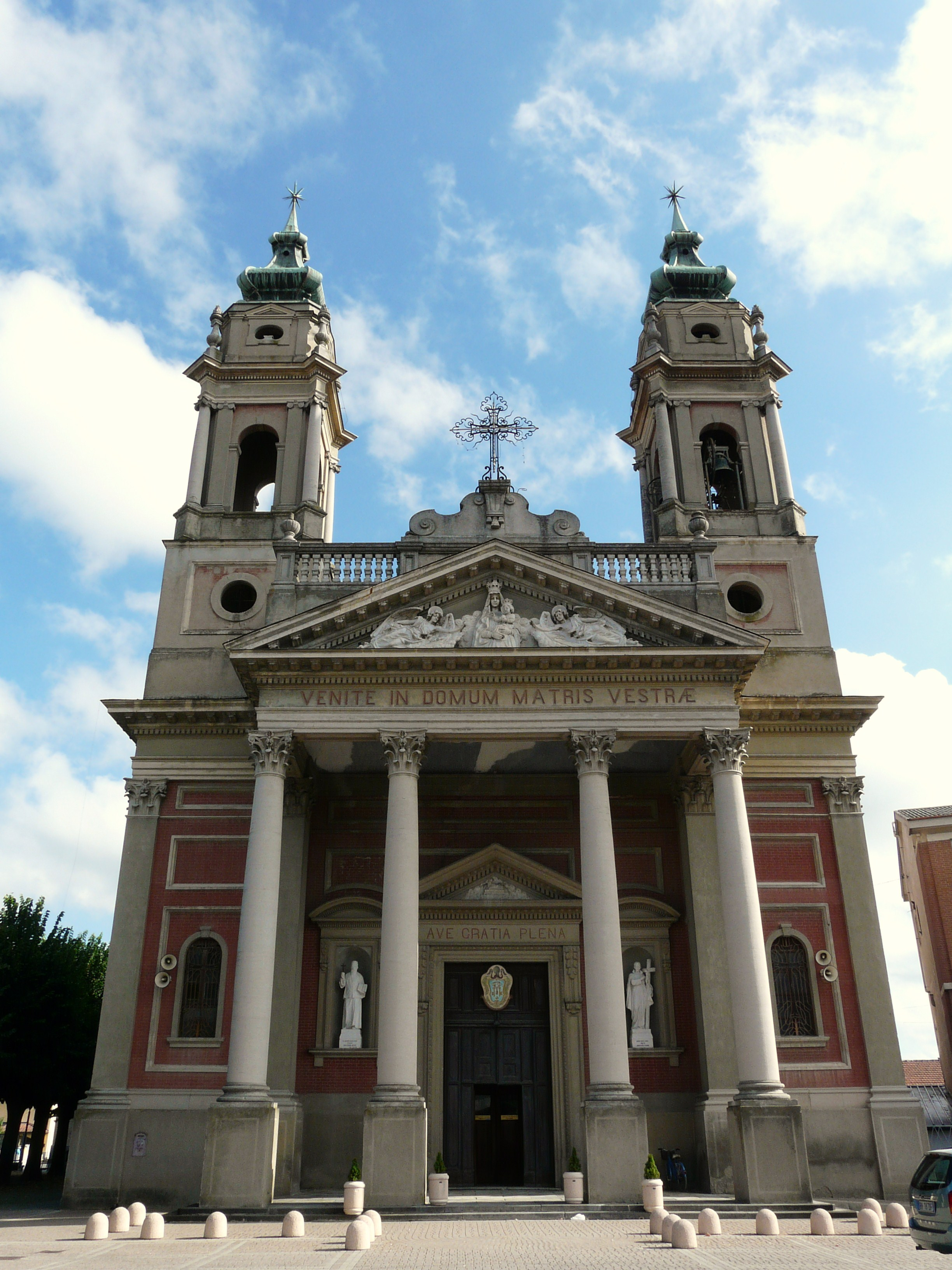
Sanctuaire de Notre-Dame d'argile et de Graces
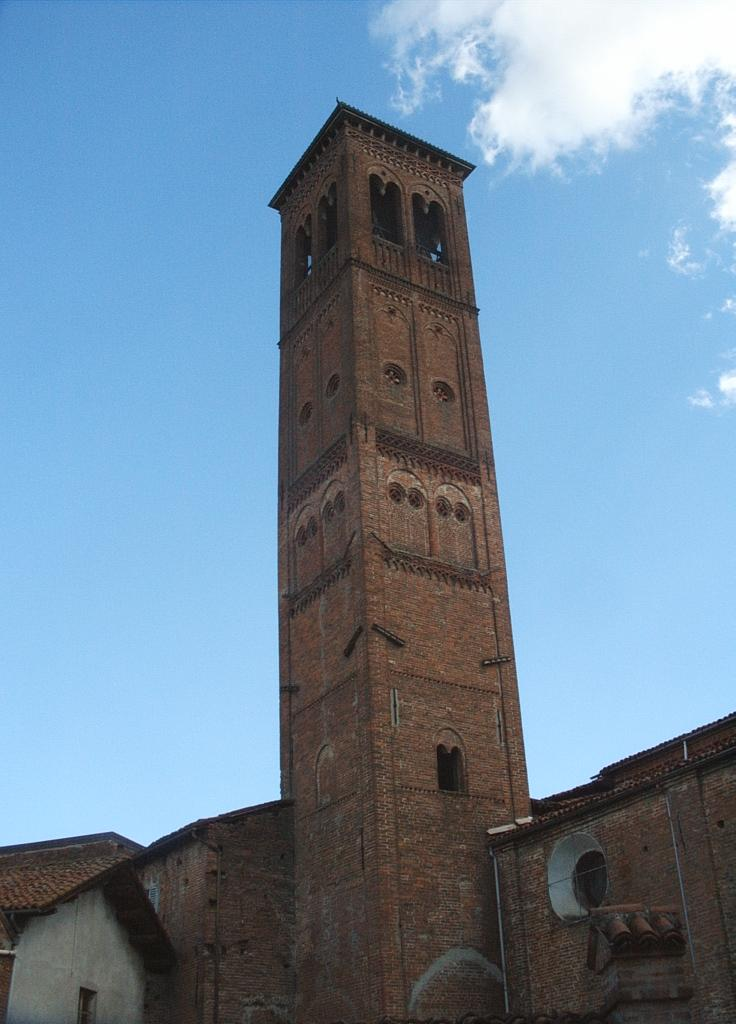
Clocher de l'église paroissiale de Saint Martin
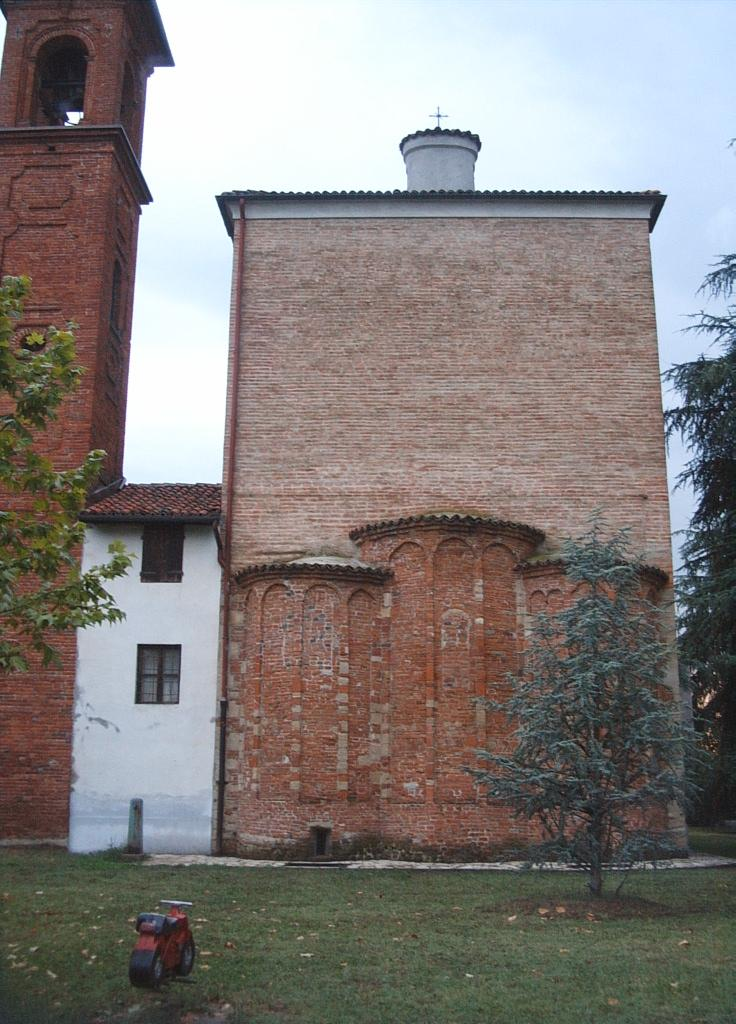
Détail de l'abside de l'église de Saint Étienne
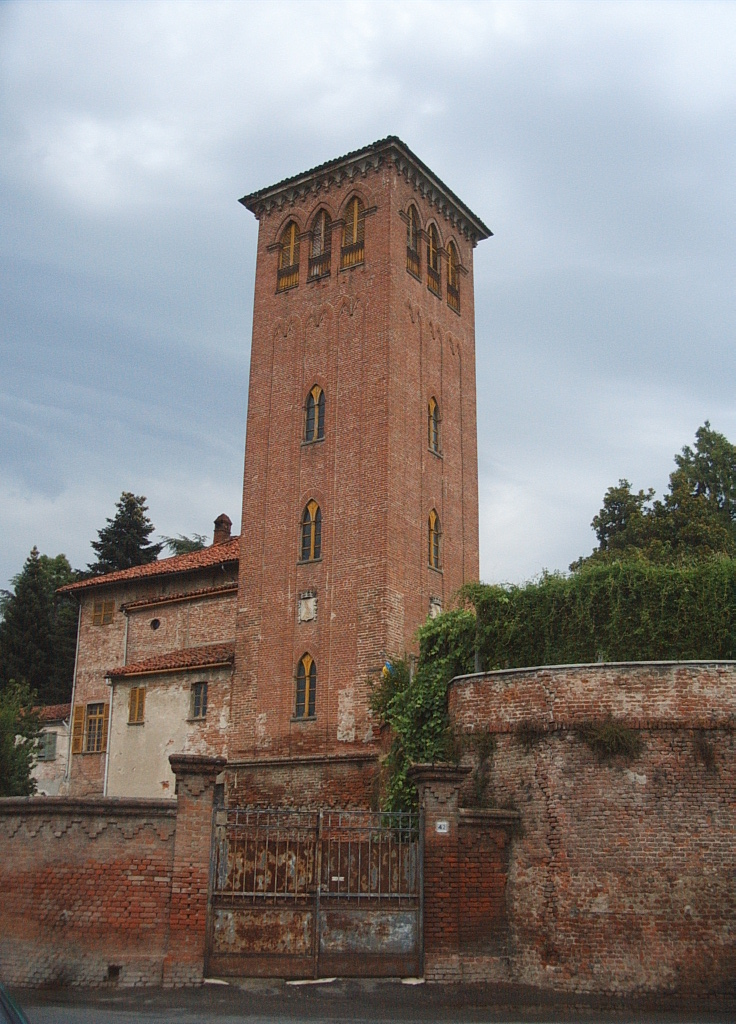
Tour du château
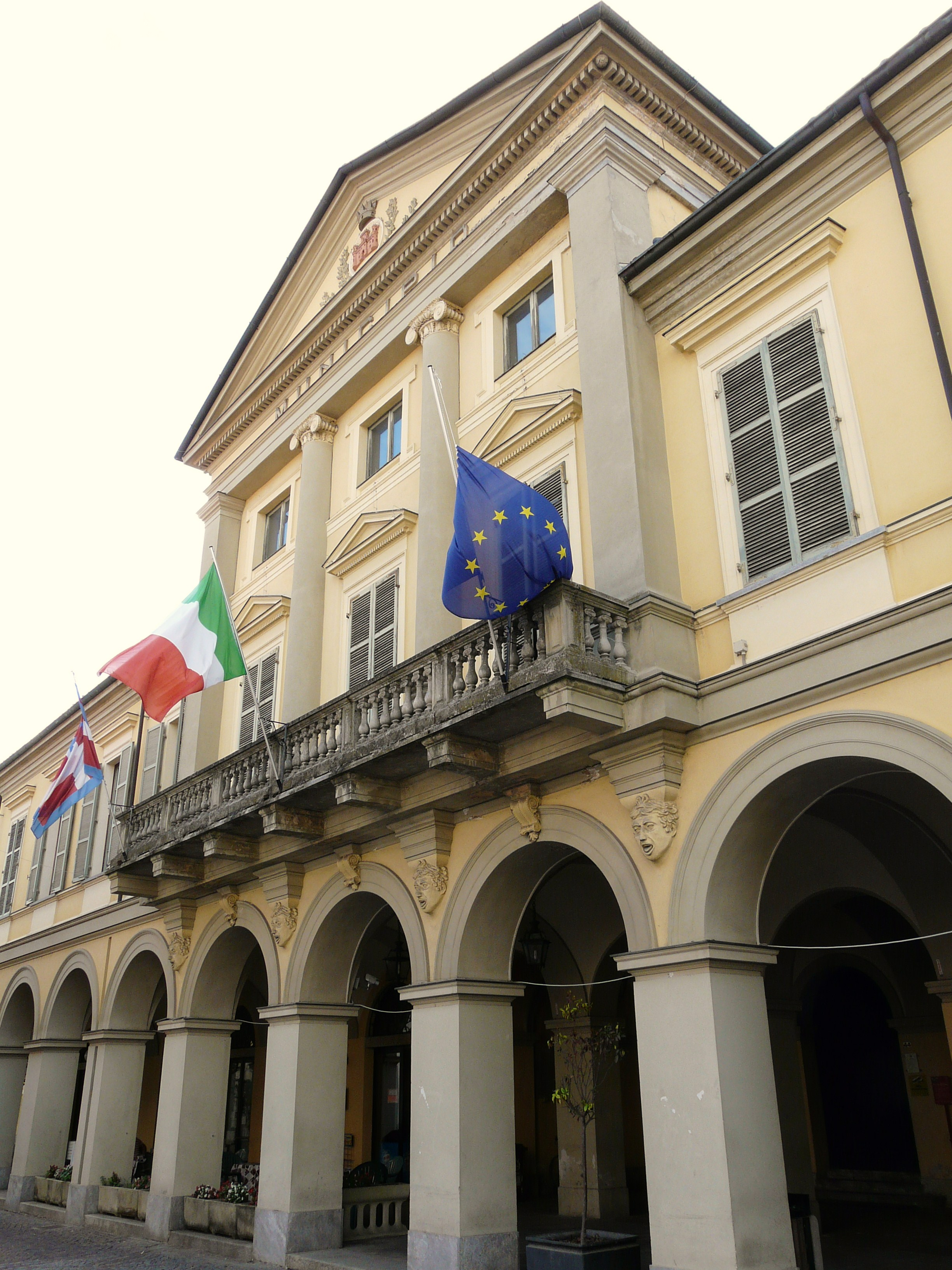
Hôtel de Ville